# Commodore International
Commodore International – amerykańskie przedsiębiorstwo branży informatycznej działające w latach 1954–1994. W latach 80. i 90. dwudziestego wieku Comodore odegrało czołową rolę w rozwoju komputerów domowych.

## Historia

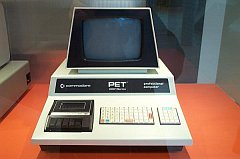
Commodore PET (1977)

### Powstanie i wczesne lata
Przedsiębiorstwo, które miało później stać się Commodore International, założył w 1954 w Toronto polski emigrant Jack Tramiel. Przez kilka lat prowadził on w Nowym Jorku mały zakład naprawy maszyn do pisania, ale udało mu się zawrzeć kontrakt na produkcję w Kanadzie maszyn według projektów pewnego czechosłowackiego przedsiębiorstwa. Pod koniec lat 50. zalew maszyn produkcji japońskiej zmusił większość przedsiębiorstw do wycofania się z rynku, więc Tramiel przerzucił się na sumatory.

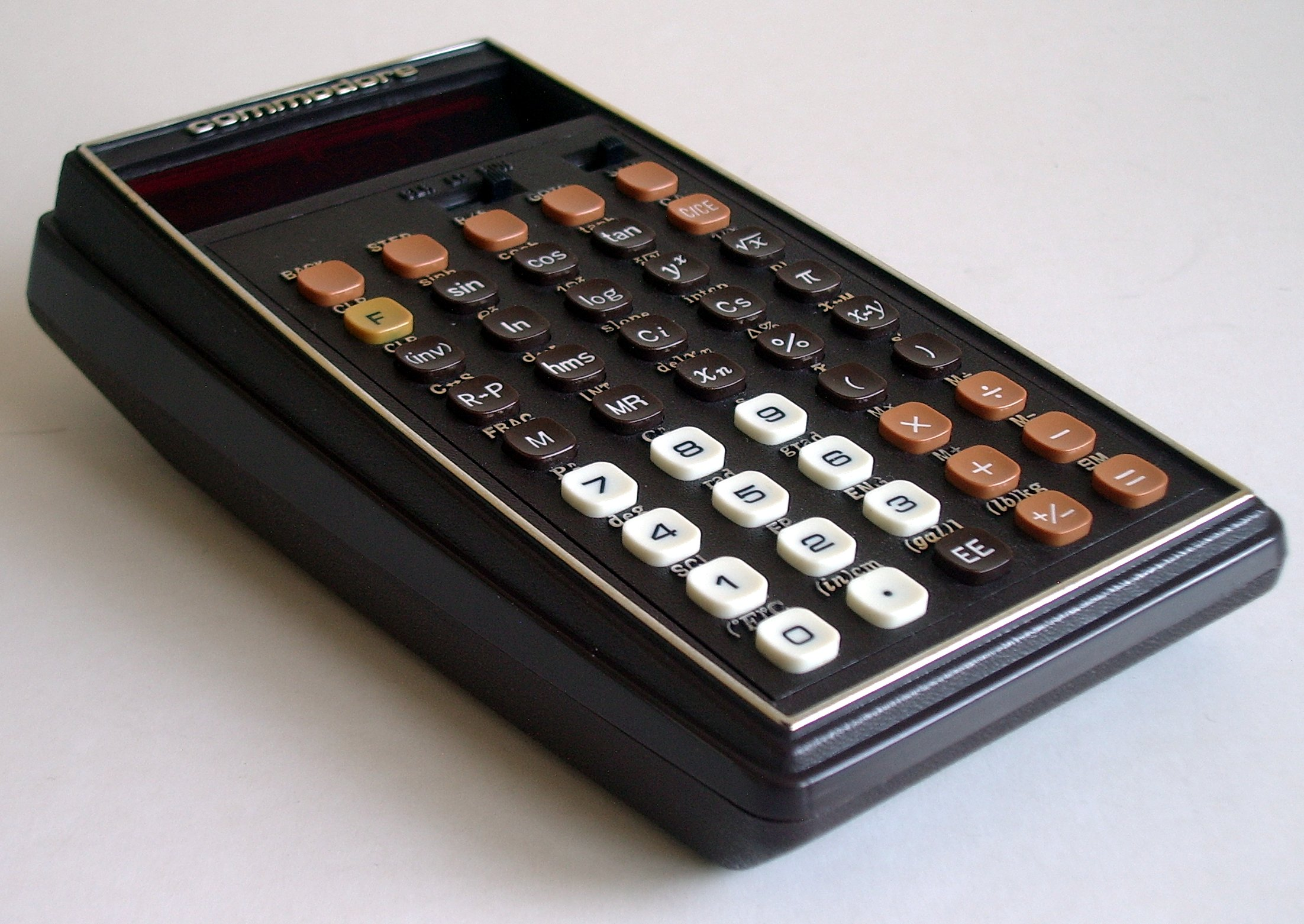
Commodore PR-100 (kwiecień 1978)

W 1962 przedsiębiorstwo formalnie stało się Commodore Business Machines; pod koniec lat 60. historia powtórzyła się, kiedy Japończycy zajęli się produkcją sumatorów. Główny inwestor i prezes przedsiębiorstwa, Irving Gould, zasugerował, by Tramiel wyjechał do Japonii, aby przyjrzeć się japońskim przedsiębiorstwom i przeanalizować, jak są one w stanie konkurować na rynku. Zamiast tego Tramiel wysunął pomysł, by podjąć produkcję elektronicznych kalkulatorów, które właśnie zaczęły pojawiać się na rynku.
Wkrótce przedsiębiorstwo Commodore dysponowało dobrze sprzedającą się serią kalkulatorów – należały one do najpowszechniejszych we wczesnych latach 70. Jednakże w 1975 główny dostawca podzespołów, Texas Instruments (TI), zdecydował się wejść bezpośrednio na rynek i wprowadził serię kalkulatorów, które kosztowały mniej niż podzespoły. Po raz kolejny Gould musiał ratować przedsiębiorstwo zastrzykiem pieniędzy, które Tramiel wykorzystał do zakupu kilku podwykonawców układów scalonych, w tym MOS Technology, Inc., by zapewnić ciągłość dostaw. Tramiel zgodził się kupić MOS, która miała własne problemy, wyłącznie pod warunkiem, że Chuck Peddle przejdzie do Commodore jako kierownik biura projektowego.

### Komputer dla mas

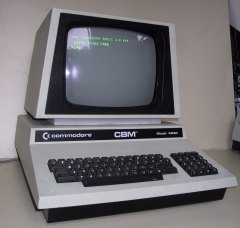
CBM Model 4032

Po przejściu do Commodore Peddle przekonał Tramiela, że kalkulatory są ślepym zaułkiem i że przedsiębiorstwo powinno zainteresować się komputerami domowymi. Umieścił KIM-1, już istniejącą maszynę swojego projektu, w nowej obudowie mieszczącej także klawiaturę i monitor (sterowany nowym układem graficznym), uzyskując model PET (1977). Od tego momentu Commodore stała się przedsiębiorstwem komputerowym.

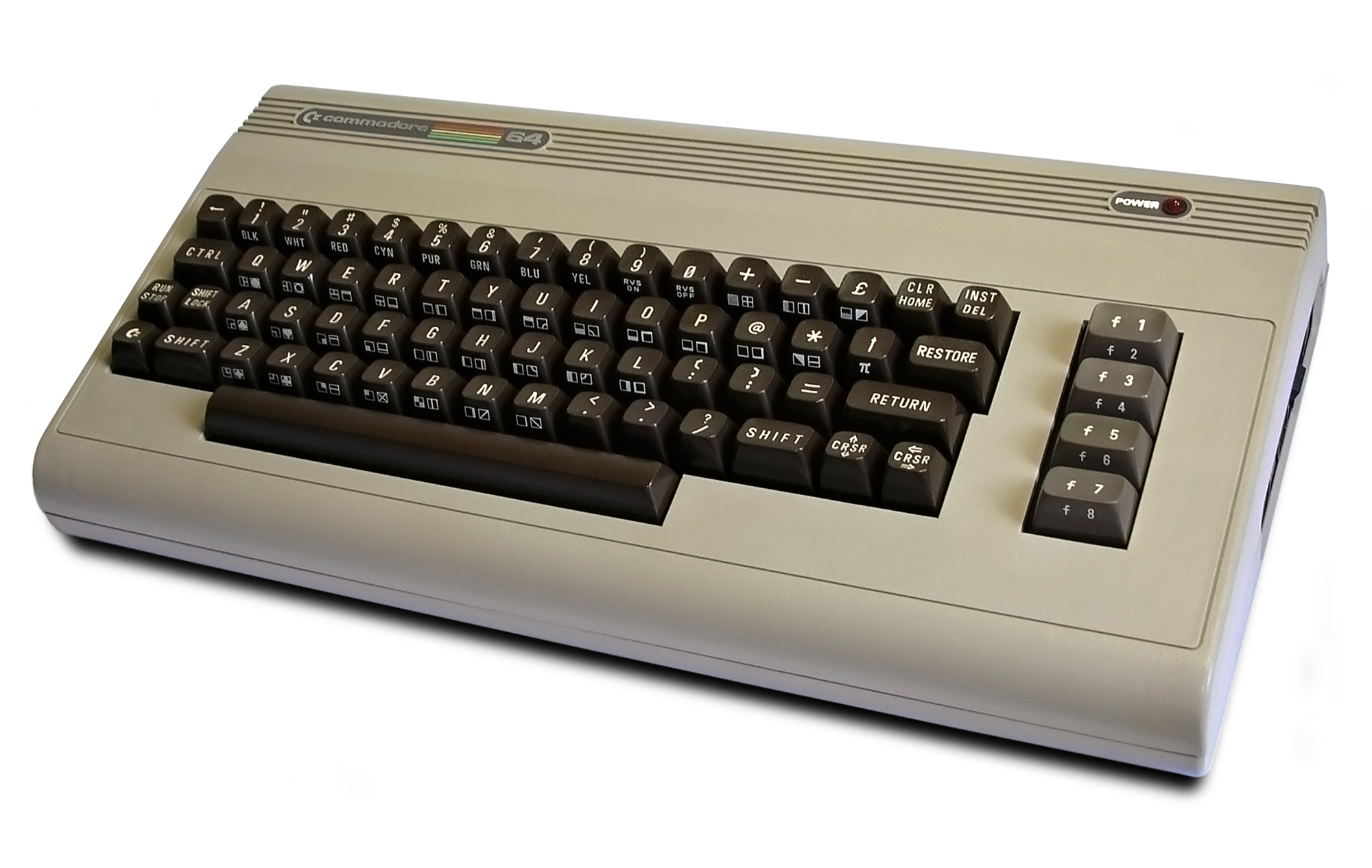
C64 (1982)

Ze względu na wytrzymałą metalową obudowę PET-y wykorzystywane były głównie w szkołach, ale nie sprawdzały się w użytku domowym, gdzie grafika i dźwięk odgrywały istotną rolę. Zaradzono temu, wprowadzając model VIC-20 (1980), który dzięki przystępnej cenie sprzedawał się w milionach egzemplarzy. Licząc na przejęcie także droższej strefy rynku, w 1982 Commodore wprowadziła model C64, początkowo dość drogi.
W tym czasie Texas Instruments po raz kolejny spróbowała przejąć rynek, wprowadzając do sprzedaży model TI-99/4. Tym razem jednak Tramiel postanowił walczyć zamiast zmieniać profil przedsiębiorstwa i drastycznie obniżył cenę C64. TI odpowiedziała tym samym – wkrótce na rynku rozszalała się wojna cenowa z udziałem Commodore, TI, Atari i właściwie wszystkich innych przedsiębiorstw z wyjątkiem Apple. W końcowym rozrachunku Commodore sprzedała około 22 mln C64, zabijając TI-99, doprowadzając większość małych przedsiębiorstw do bankructwa i redukując własne oszczędności do zera.
Zarząd przedsiębiorstwa dał się pochłonąć eskalacji jak wszyscy inni, ale ostatecznie postanowił, że czas się wycofać. W przedsiębiorstwie doszło do tarć i w styczniu 1984 Tramiel opuścił przedsiębiorstwo. Kilka miesięcy później za bezcen odkupił dział Atari zajmujący się konsolami wideo i komputerami od Warner Communications.

### Era Amigi

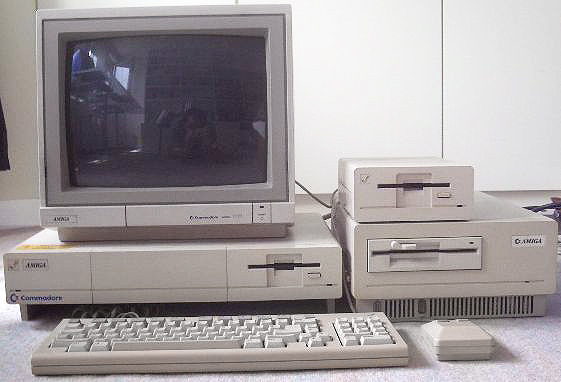
Amiga 1000 (1985)

Reszta kierownictwa Commodore musiała teraz ratować swój budżet. Kupili więc obiecujący nowy projekt znany jako Amiga od grupy byłych projektantów z Atari. Maszynę Amiga 1000 wprowadzono na rynek pod koniec 1985 (właściwie z początkiem 1986) w cenie 1500 USD.

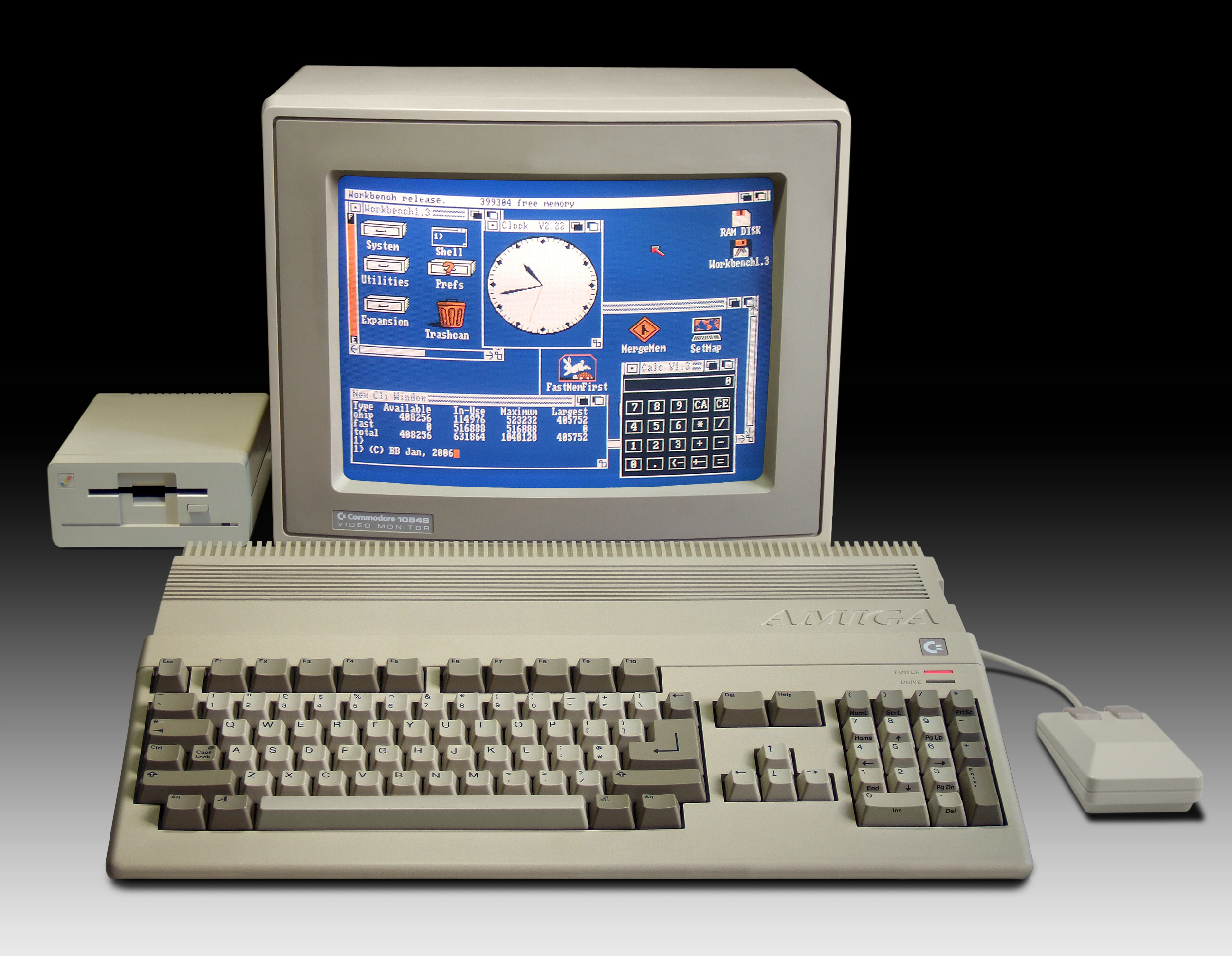
Amiga 500 (1987)

Tramiel zrujnował Commodore. Składając w całość szereg powszechnie dostępnych na rynku podzespołów, zdążył wprowadzić do sprzedaży już wcześniej w 1985 Atari ST, w cenie około 800 USD. Utrzymywał też, że Jay Miner zaprojektował układy scalone do Amigi, gdy jeszcze był związany kontraktem z Atari. To doprowadziło do zażartej wojny Atari z Amigą, która zakończyła się, dopiero gdy wprowadzona na rynek w 1987 Amiga 500 odebrała rynek Atari ST.
Tymczasem jednak rynek komputerowy przechodził gruntowne przeobrażenia w kierunku dominacji IBM PC i Macintosha, usuwając tym samym inne przedsiębiorstwa w cień. Nagle okazało się, że Commodore musi zacząć sprzedawać Amigę i nie potrafi wymyślić, jak to zrobić. Przedsiębiorstwu nie udało się także rozwinąć posiadanej przewagi technologicznej – zamiast tego próbowało wprowadzić na rynek komputer pasujący wyglądem do wież stereo bądź magnetowidów – CDTV czy 32-bitową konsolę do gier z CD-ROM-em CD32.

### Upadłość

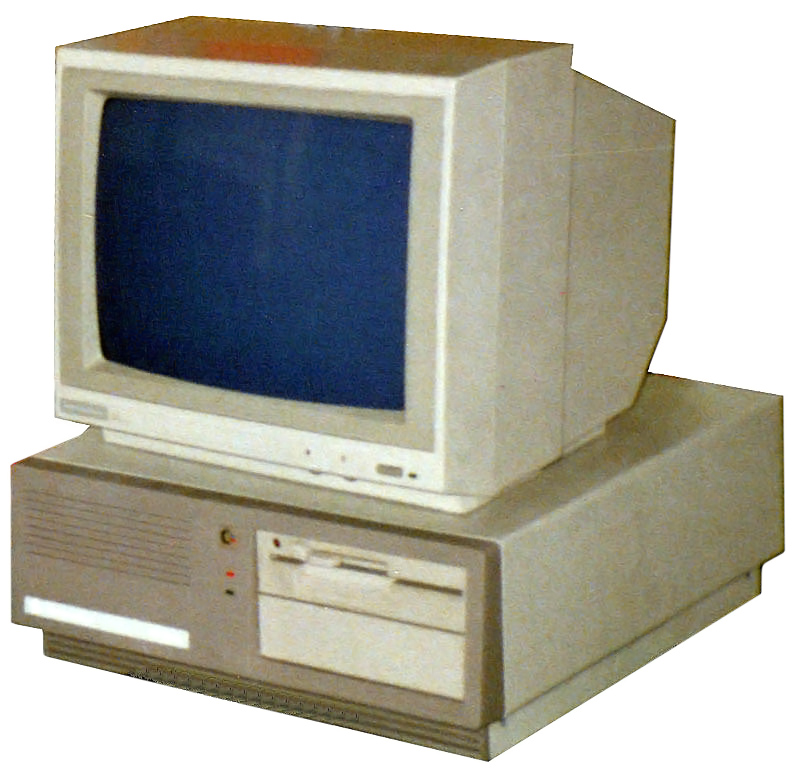
Commodore PC 20 (1992)

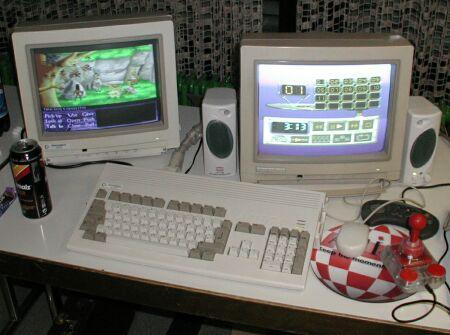
Amiga 1200 (1992)

Kierownictwo przedsiębiorstwa przyjęło pod koniec lat 80. specyficzną strategię rozwoju – zyski ze sprzedaży Amig były przeznaczane na kosztowne projekty, mające na celu jedynie pokazanie możliwości technologicznych przedsiębiorstwa. Oprócz wspomnianych powyżej modeli Commodore opracowało całą serię Commodore PC, która zdobyła miano „najdroższych klonów”.
Pomiędzy biurem projektowym i kierownictwem doszło do rozłamu, a personel techniczny starał się wykonywać swoją pracę za plecami kierownictwa. Na przykład egzemplarze próbne procesorów z Motoroli dostarczano na adresy domowe projektantów, a Motorola, licząc na korzyści, dała im priorytet nad Apple, który używał tych samych procesorów.
W końcu projektanci zrezygnowali z wdrażania opracowanych przez siebie technologii i przedsiębiorstwo zadowalało się sprzedażą starych modeli.
W 1993 r. Commodore zanotowało stratę w wysokości 357 mln dolarów. W kwietniu 1994 r. przedsiębiorstwo Commodore Business Machines ogłosiło upadłość.

## Commodore w Polsce
W Polsce Commodore podpisało na przełomie kwietnia i maja 1988 roku umowę z siecią sklepów Pewex na dystrybucję ich sprzętu. Do obrotu trafiły modele C64 i C128 a ich premiera odbyła się w czerwcu 1988 roku na poznańskich targach Infosystem'88. Prowadzono także nieudane negocjacje nad sprzedażą Amigi oraz Commodore PC. Każdy z opisanych sprzętów można było nabyć już od paru lat poprzez sklepy które na własną rękę sprowadzały te jak i wcześniejsze modele m.in. C116, C16, Plus/4 i VIC20. Jednym z paru głównych odsprzedawców komputerów Commodore w kraju było przedsiębiorstwo Baltona. Wiosną 1990 roku, Pewex wreszcie dostał pozwolenie na sprowadzanie komputera Amiga 500, choć sprzęt już wcześniej można było nabyć u prywatnych sprzedawców. Od połowy 1991 roku, wraz z końcem międzynarodowych ograniczeń CoCom oraz coraz gorszą sytuacją sieci sklepów Pewex, Commodore coraz mocniej współpracowało z prywatnymi hurtowniami jak JTT Computer czy TAL Computer Center, które były o wiele bardziej skuteczne niż państwowa spółka, dostarczając do Polski takie sprzęty jak Commodore PC 10/20/40, Amiga CDTV, Amiga 500+, Amiga 2000 czy Amiga 3000. Pod koniec 1991 doszło do formalnego zakończenia współpracy z Pewexem a niemiecki oddział Commodore Deutschland & Eastern Europe otworzyło przedsiębiorstwo "Biuro Przedstawicielskie Commodore w Polsce" zlokalizowane w Warszawie. Uroczysta inauguracja odbyła się 30 stycznia 1992 roku w hotelu Marriot. Placówka udostępniała na polskim rynku kolejne sprzęty amerykańskiego przedsiębiorstwa do czasu ogłoszenia upadłości przez firmę macierzystą. Po wykupieniu aktyw Commodore przez Escom AG dystrybutorem na Polskę począwszy od jesieni 1995 roku był Holtkoetter Gmbh, tworząc sieć trzech autoryzowanych sprzedawców - APS, BI&K i Eureka.

## Produkty

### Komputery, 8-bit
(lista chronologiczna)
- Commodore KIM-1
- Commodore PET/CBM
- Commodore VIC-20
- Commodore CBM-II
- Commodore 64

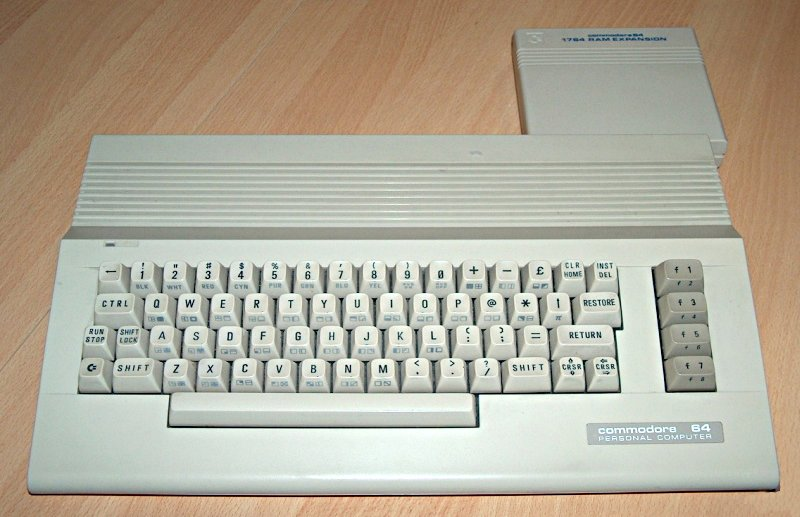
Commodore 64C

- Commodore 64GS (Pierwsza i jedyna konsola Commodore 8bit, bazująca na Commodore 64)
- Commodore SX-64
- Commodore 16
- Commodore 116
- Commodore Plus/4
- Commodore LCD
- Commodore 128
- Commodore 65

### Komputery, 16/32-bit
(lista chronologiczna)
- Commodore 900
- Commodore PC
  - Amiga 1000
  - Amiga 500
  - Amiga 2000
  - Amiga 1500
  - Amiga 2500
  - Amiga 3000
  - Amiga CDTV
  - Amiga 600
  - Amiga 1200
  - Amiga 4000

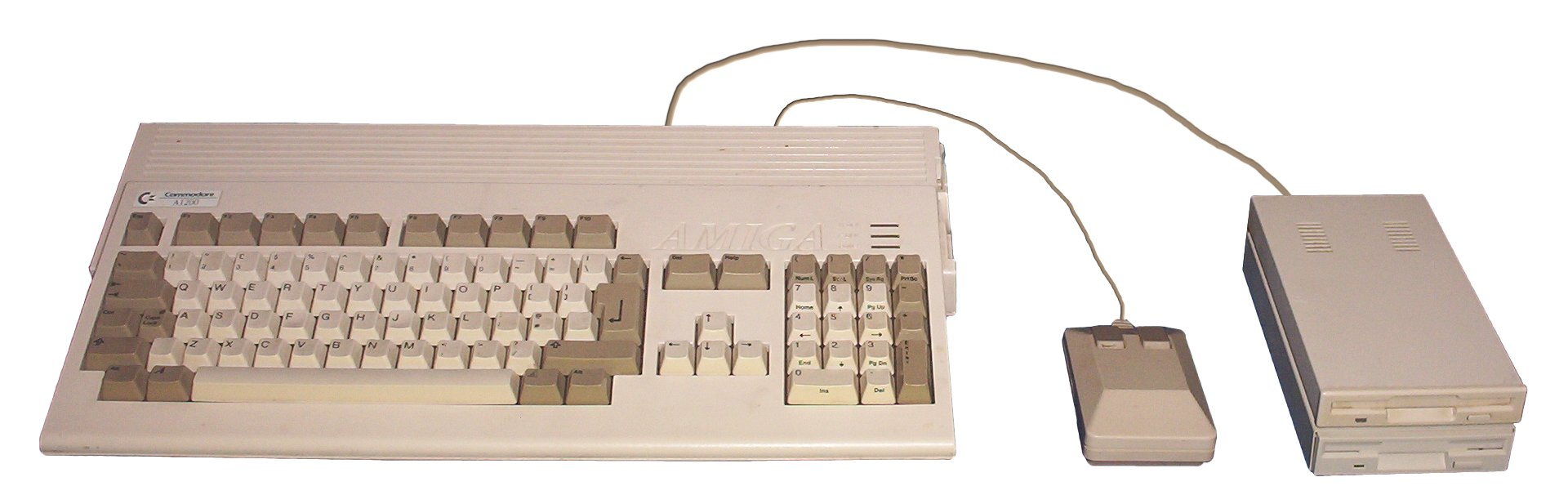
Amiga 1200 z myszką i dwiema zewnętrznymi stacjami dyskietek

  - Amiga CD32 (Jedyna konsola Commodore 16/32 bit, ale zarazem komputer)

### Peryferia
(lista numeryczna)
- Commodore 1084/1084S
- Commodore 1350 Mouse
- Commodore 1351 Mouse
- Commodore 1520
- Commodore 1525
- Commodore 1530
- Commodore 1531
- Commodore 1540
- Commodore 1541
- Commodore 1551
- Commodore 1561
- Commodore 1570
- Commodore 1571
- Commodore 1581
- Commodore 1701/1702
- Commodore 1700/1750/1764
- Commodore 1801/1802
- Commodore 1901/1902/2002
- Commodore 2031/4031
- Commodore 2040/3040
- Commodore 4040
- Commodore 4510

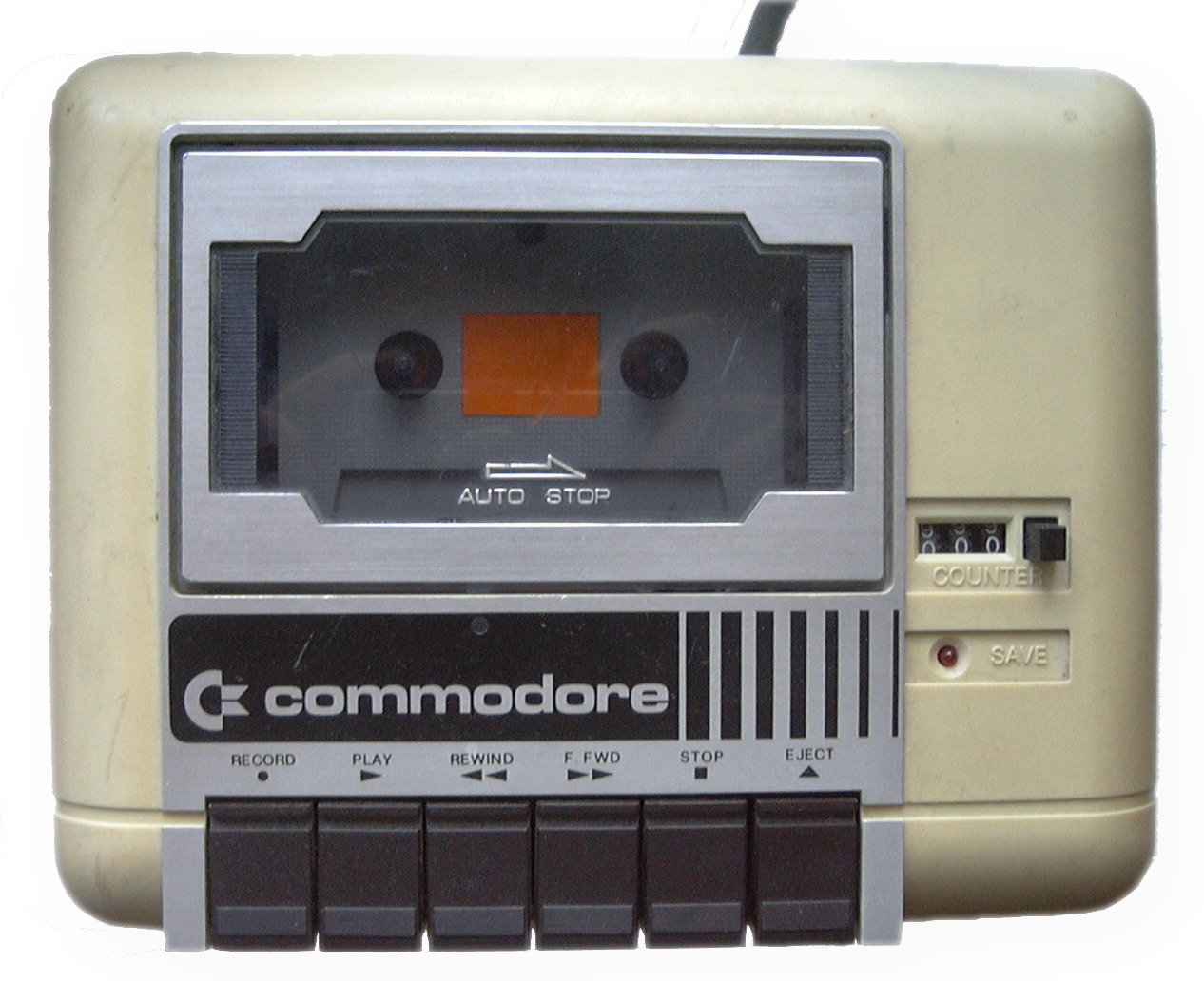
Magnetofon Datassette Commodore 1530

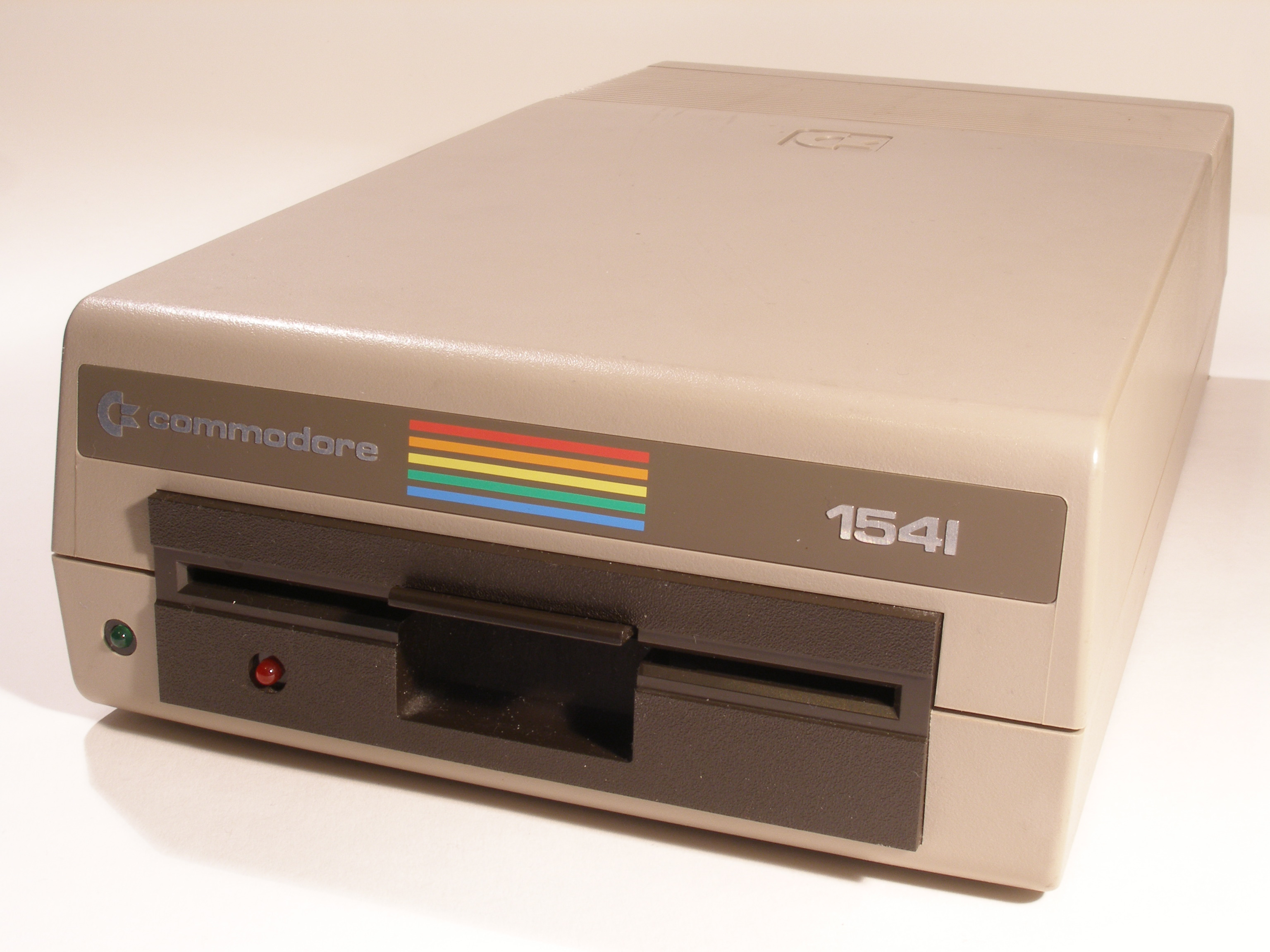
Stacja dyskietek Commodore VC1541 przeznaczona dla 8-bitowych komputerów firmy Commodore, takich jak np. Commodore 64. Umożliwiała jednostronny zapis dysków 5,25” o pojemności 170 kilobajtów. Stacja posiadała własny kontroler dysków i system operacyjny.

- Commodore 8050/8250/8250LP/SFD-1001
- Commodore 8280
- Commodore 9060/9090

### Oprogramowanie
- AmigaOS
- Amiga Unix
- Commodore BASIC
- Commodore DOS
- KERNAL
- Simons' BASIC
- Super Expander
- Super Expander 64